# Cantone di Le Château-d'Oléron
Il Cantone di Le Château-d'Oléron era una divisione amministrativa dell'arrondissement di Rochefort.
A seguito della riforma approvata con decreto del 27 febbraio 2014, che ha avuto attuazione dopo le elezioni dipartimentali del 2015, è stato soppresso.

## Composizione
Comprendeva i comuni di:
- Le Château-d'Oléron
- Dolus-d'Oléron
- Le Grand-Village-Plage
- Saint-Trojan-les-Bains